# Liste der Baudenkmäler in Waldershof

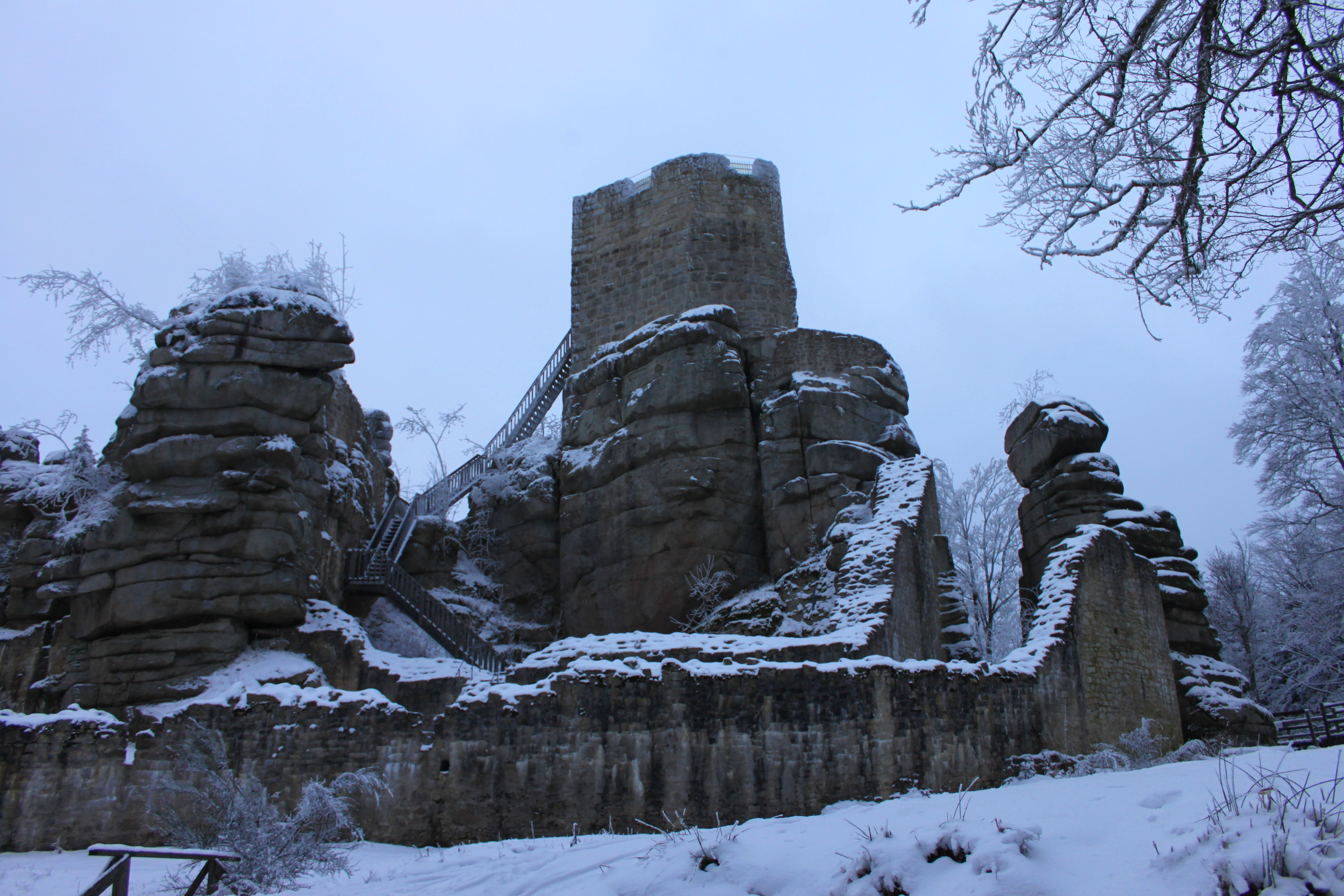
Burgruine Weißenstein im Steinwald

Auf dieser Seite sind die Baudenkmäler in der Oberpfälzer Stadt Waldershof zusammengestellt. Diese Tabelle ist eine Teilliste der Liste der Baudenkmäler in Bayern. Grundlage ist die Bayerische Denkmalliste, die auf Basis des Bayerischen Denkmalschutzgesetzes vom 1. Oktober 1973 erstmals erstellt wurde und seither durch das Bayerische Landesamt für Denkmalpflege geführt wird. Die folgenden Angaben ersetzen nicht die rechtsverbindliche Auskunft der Denkmalschutzbehörde.

## Baudenkmäler nach Ortsteilen

### Waldershof
| Lage                                      | Objekt                                                            | Beschreibung | Akten-Nr.     | Bild           |
| ----------------------------------------- | ----------------------------------------------------------------- | --- | ------------- | -------------- |
| Nähe Kemnather Straße (Standort)          | Kapelle heiliger Johannes von Nepomuk                             | Verputzter Massivbau mit Satteldach, Doppelportal und Nischenfigur, bezeichnet mit „1733“; mit Ausstattung. | D-3-77-157-1  | BW             |
| Kirchgasse 10; Nähe Kirchgasse (Standort) | Katholische Pfarrkirche St. Sebastian                             | Saalbau mit Walmdach und eingezogenem, dreiseitig geschlossenem Chor, Vorgängerbau von 1789 infolge des Stadtbrands 1807 nach Plänen von Bauinspektor Tauber 1818–20 wiederaufgebaut, Untergeschosse des Turms mit Laternenzwiebelhaube von 1497; mit Ausstattung; Kapelle mit Lourdes-Grotte, Satteldachbau mit Polygonalmauerwerk und Rundbogengiebel, neuromanisch, 1900. | D-3-77-157-3  | weitere Bilder |
| Kirchgasse 11 (Standort)                  | Katholisches Pfarrhaus                                            | Zweigeschossiger Massivbau mit Walmdach, einfacher Putzgliederung und rückwärtigem, leicht verschmälertem Anbau, 1820. | D-3-77-157-4  | BW             |
| Kreuzweg; beim Kreuzweiher (Standort)     | Säulenbildstock, sogenannte steinerne Marter                      | Mit Laterne und Kugelbekrönung, Granit, wohl 18. Jahrhundert; Feldkreuz, Gusseisen, auf Granitsockel, um 1900; neben dem Bildstock. | D-3-77-157-10 | BW             |
| Markt 9 (Standort)                        | Ehemaliges Spital                                                 | Zweigeschossiger, verputzter Massivbau in Ecklage mit Satteldach und einseitigem Halbwalm sowie mit zurückgesetztem, zweigeschossigem Nebengebäude mit zweiflügeligem Tor, 1808, im Kern spätmittelalterlich. | D-3-77-157-6  | BW             |
| Markt 11 (Standort)                       | Ehemaliges Ackerbürger- und Handwerkeranwesen, 1844–1983 Rathaus  | Zweigeschossiger, traufständiger und verputzter Massivbau mit Satteldach, einseitigem Halbwalm und profilierten Faschen, bezeichnet mit „1807“; mit angeschlossenem Torbogen. | D-3-77-157-7  | BW             |
| Schloßweg 1; Schloßweg 3 (Standort)       | Ehemaliges Schloss und bis 1803 Sitz des stiftischen Amtsrichters | Zwei- bis dreigeschossiger Gebäudekranz über hohen Kellergeschossen um unregelmäßigen, schmalen Innenhof, Umbau bezeichnet mit „1471“, Bruchsteinmauerwerk und Fachwerk auf Bauteilen aus älterer Zeit. | D-3-77-157-8  | weitere Bilder |
| Walbenreuther Straße 4 (Standort)         | Ehemaliges Kommunbrauhaus                                         | Eingeschossiger Massivbau mit Walmdach aus verputztem Quadermauerwerk, mit segmentbogiger Toreinfahrt und Aufzugsgaube, 1872. | D-3-77-157-28 | BW             |
| Nähe Walbenreuther Straße (Standort)      | Kapelle St. Joseph                                                | Verputzter, dreiseitig geschlossener Massivbau mit Satteldach und Dachreiter mit Zwiebelhaube, im Kern 1726–27, erneuert 1813 und 1849; mit Ausstattung. | D-3-77-157-9  | BW             |
| Weihergasse (Standort)                    | Kreuzigungsgruppe aus Gusseisen auf Granitpostamenten             | Neugotisch, 1882, aufgestellt 1889. | D-3-77-157-2  | BW             |

### Harlachhof
| Lage                    | Objekt                   | Beschreibung | Akten-Nr.     | Bild |
| ----------------------- | ------------------------ | --- | ------------- | ---- |
| Harlachhof 1 (Standort) | Hakenhofanlage, Einödhof | Wohnstallhaus, eingeschossiger, verputzter Massivbau über hohem Kellergeschoss, mit Halbwalmdach und Granitgewänden, im Kern 1710 (bezeichnet), erneuert 1850; angeschlossener Stadel, eingeschossiger Satteldachbau, wohl gleichzeitig; mit Hofmauer. | D-3-77-157-11 | BW   |

### Helmbrechts
| Lage                                                           | Objekt                                                | Beschreibung                                                                                            | Akten-Nr.     | Bild |
| -------------------------------------------------------------- | ----------------------------------------------------- | --- | ------------- | ---- |
| Helmbrechts Am Ostabhang des Roßkopfes im Steinwald (Standort) | Granitbildstock mit Laterne, sogenannte Förstermarter | Bezeichnet mit „1E17“ (wohl 1617). Nicht nachqualifiziert, im Bayerischen Denkmal-Atlas nicht kartiert. | D-3-77-157-12 | BW   |

### Hohenhard
| Lage                    | Objekt                              | Beschreibung | Akten-Nr.     | Bild           |
| ----------------------- | ----------------------------------- | --- | ------------- | -------------- |
| In Hohenhard (Standort) | Kapelle heiliger Antonius von Padua | Verputzter, dreiseitig geschlossener Massivbau mit Satteldach und Dachreiter mit Zwiebelhaube, bezeichnet mit „1766“; mit Ausstattung. | D-3-77-157-13 | BW             |
| Hopfenwinkel (Standort) | Burgruine Weißenstein               | Erhaltene Teilstücke des Bergfrieds und der Ringmauer, erste Hälfte 14. Jahrhundert, sowie Teile der Zwingermauer, 15. Jahrhundert.    | D-3-77-157-16 | weitere Bilder |

### Kössain
| Lage                                  | Objekt         | Beschreibung | Akten-Nr.     | Bild           |
| ------------------------------------- | -------------- | --- | ------------- | -------------- |
| Mühlstein, Kleines Kössain (Standort) | "Pfalzbrunnen" | Mit Castell-Wappen, 1907; 1 km südsüdöstlich Kösseinegipfel, Abt. Pfalzbrunnen liegt auf der Grenze zum gemeindefreien Tröstauer Forst-Ost im Landkreis Wunsiedel im Fichtelgebirge | D-3-77-157-32 | "Pfalzbrunnen" |

### Lengenfeld bei Groschlattengrün
| Lage                                        | Objekt                              | Beschreibung | Akten-Nr.     | Bild |
| ------------------------------------------- | ----------------------------------- | --- | ------------- | ---- |
| Lengenfeld b.Groschlattengrün 25 (Standort) | Katholische Pfarrkirche St. Michael | Saalbau, verputzter Massivbau mit dreiseitig geschlossenem Chor, offenem Dachreiter mit Zeltdach und östlichem Sakristeianbau, 1933/34 von Georg Holzbauer; mit Ausstattung. | D-3-77-157-18 | BW   |

### Masch
| Lage               | Objekt                     | Beschreibung                                                                        | Akten-Nr.     | Bild |
| ------------------ | -------------------------- | ----------------------------------------------------------------------------------- | ------------- | ---- |
| Masch 6 (Standort) | Stadel eines Dreiseithofes | Zweigeschossiger, holzverschalter Ständerbau mit Satteldach, bezeichnet mit „1781“. | D-3-77-157-19 | BW   |

### Poppenreuth
| Lage                               | Objekt | Beschreibung | Akten-Nr.     | Bild |
| ---------------------------------- | --- | --- | ------------- | --- |
| Friedenfelser Straße 12 (Standort) | Wohnstallhaus eines Dreiseithofes                                                                          | Eingeschossiger Bruchsteinbau mit Satteldach, Umschrot und teilverschaltem Fachwerkgiebel, Mitte 18. Jahrhundert; Stadel, holzverschalter Ständerbau, Neubau um 1890 aus älteren Teilen. | D-3-77-157-29 | BW |
| Gutshof 2–5 (Standort)             | Ökonomie des ehemaligen Schlosses                                                                          | Nord- und Ostflügel, zweigeschossige Satteldachbauten, Obergeschosse in Fachwerk, am Nordflügel in der Norddurchfahrt zwei Schlusssteine, bezeichnet mit „1731“.                         | D-3-77-157-22 | Ökonomie des ehemaligen Schlosses                                                                          |
| Helmbrechtser Straße 6 (Standort)  | Katholische Expositurkirche                                                                                | Oktogonaler Zentralbau aus Granitquadern mit Zeltdach und Turm, neuromanisch, 1934/35 von Georg Holzbauer; mit Ausstattung.                                                              | D-3-77-157-21 | BW |
| Hohenharder Straße 1 (Standort)    | Ehemalige katholische Kirche Mariä Heimsuchung, ursprünglich Schlosskapelle, jetzt katholisches Jugendheim | Saalbau, Massivbau mit Satteldach, Granitportal, Putzgliederung und eingezogenem, dreiseitig geschlossenem Chor, bezeichnet mit „1717“.                                                  | D-3-77-157-20 | Ehemalige katholische Kirche Mariä Heimsuchung, ursprünglich Schlosskapelle, jetzt katholisches Jugendheim |

### Rodenzenreuth
| Lage                          | Objekt                      | Beschreibung | Akten-Nr.     | Bild |
| ----------------------------- | --------------------------- | --- | ------------- | ---- |
| In Rodenzenreuth (Standort)   | Kapelle                     | Verkleideter Ständerbau mit Satteldach, eingezogenem Chor, kleiner Vorhalle und Dachreiter mit Zeltdach, 1908; mit Ausstattung. | D-3-77-157-24 | BW   |
| Kreisstraße TIR 17 (Standort) | Säulenbildstock mit Laterne | Granit, bezeichnet mit „1845“.                                                                                                  | D-3-77-157-25 | BW   |
| Rodenzenreuth 19 (Standort)   | Ehemaliges Forsthaus        | Zweigeschossiger, verputzter Massivbau mit Krüppelwalmdach, 1829.                                                               | D-3-77-157-23 | BW   |

### Schurbach
| Lage                          | Objekt                                       | Beschreibung | Akten-Nr.     | Bild           |
| ----------------------------- | -------------------------------------------- | --- | ------------- | -------------- |
| Ebnather Straße 14 (Standort) | Kapelle                                      | Verputzter Massivbau mit Satteldach, Dachreiter mit Zeltdach und kleiner Vorhalle, Westseite verschalt, bezeichnet mit „1930“. | D-3-77-157-26 | weitere Bilder |
| Ebnather Straße 28 (Standort) | Wohnstallhaus eines ehemaligen Dreiseithofes | Zweigeschossiger Massivbau mit Frackdach, Fachwerk an einer Traufseite und Granitgewänden, im Kern 18. Jahrhundert.            | D-3-77-157-27 | BW             |

### Stieglmühle
| Lage                     | Objekt                                  | Beschreibung | Akten-Nr.     | Bild |
| ------------------------ | --------------------------------------- | --- | ------------- | ---- |
| Stieglmühle 1 (Standort) | Ehemalige Mühle, sogenannte Stieglmühle | Wohnstallhaus, zweigeschossiger Massivbau mit Walmdach, aus verputztem Mischmauerwerk, Mitte 19. Jahrhundert, im Kern wohl älter; Mühlenanbau, eingeschossiger, verputzter Massivbau mit Satteldach, wohl gleichzeitig. | D-3-77-157-30 | BW   |

### Wolfersreuth
| Lage                 | Objekt                 | Beschreibung                                                                                  | Akten-Nr.     | Bild |
| -------------------- | ---------------------- | --------------------------------------------------------------------------------------------- | ------------- | ---- |
| Lehenbühl (Standort) | Feldkapelle St. Joseph | Verputzter Massivbau mit Satteldach und Pilastergliederung, 18. Jahrhundert; mit Ausstattung. | D-3-77-157-31 | BW   |

## Ehemalige Baudenkmäler
In diesem Abschnitt sind Objekte aufgeführt, die noch existieren und früher einmal in der Denkmalliste eingetragen waren, jetzt aber nicht mehr.

| Lage                             | Objekt      | Beschreibung               | Akten-Nr.    | Bild |
| -------------------------------- | ----------- | -------------------------- | ------------ | ---- |
| Waldershof Lohgasse 8 (Standort) | Bildstock ? | Granit, bezeichnet „1809“. | D-3-77-157-5 | BW   |